# Olympischer-Sport-Club Bremerhaven von 1972 e. V.
Olympischer-Sport-Club Bremerhaven von 1972 e. V. é uma agremiação esportiva alemã, fundada em 1972, sediada em Bremerhaven, no estado federal de Bremen.

## História

O predecessor TuS Bremerhaven

O clube foi fundado em 1972 como Olympischer Sport-Club Bremerhaven a partir de uma fusão de vários clubes locais de futebol, incluindo o ATS Bremerhaven, que possui raízes que remontam a 1859, Sportverein Polizei, Bremerhaven TuS 93 e o Judo-Klub. É a maior agremiação esportiva na cidade, alegando que dispõe de 4.500 membros, mas o futebol não é seu foco principal. Seu time atualmente compete no nível V, depois de uma década transitando nos módulos II e III, a partir de meados da década de 70 até meados da década de 80.
OSC reivindica ser o sucessor do TuS Bremerhaven 93, que foi oficialmente dissolvido em 1974. Enquanto muitos membros do TuS 93 juntaram-se ao OSC, outros continuaram a colocar em campo um time de futebol separado até 1977. Em 1991, os jogadores de futebol deixaram o OSC em massa para formar o FC Bremerhaven 93. O TuS 93 era uma equipe bem-sucedida no norte do futebol alemão, atuando na Oberliga Nord (I) entre 1948 a 1963 e, em seguida, na Regionalliga Nord (II) até 1974. 
O clube atua no maior campeonato do estado, a Bremen-Liga (V).

## Títulos

### TuS Bremerhaven 93
- Oberliga Nord (I) vice-campeão: 1955;
- Amateurliga Bremen (II) campeão: 1948;

### OSC Bremerhaven
- Oberliga Nord (III) campeão: 1977;
- Oberliga Nord (III) vice-campeão: 1979;